# Otto Freundlich

Selbstporträt, 1918

Otto Freundlich (geb. 10. Juli 1878 in Stolp, Pommern; gest. vermutlich am 9./10. März 1943 im KZ Lublin-Majdanek oder Sobibor) war ein deutscher Maler und Bildhauer sowie Autor kunsttheoretisch-philosophischer Schriften. Freundlich war einer der ersten Vertreter der abstrakten Kunst. Er lebte ab 1908 mit einer Unterbrechung in Frankreich und wurde nach einer Denunziation als Jude 1943 in ein Vernichtungslager deportiert und dort ermordet.

## Leben

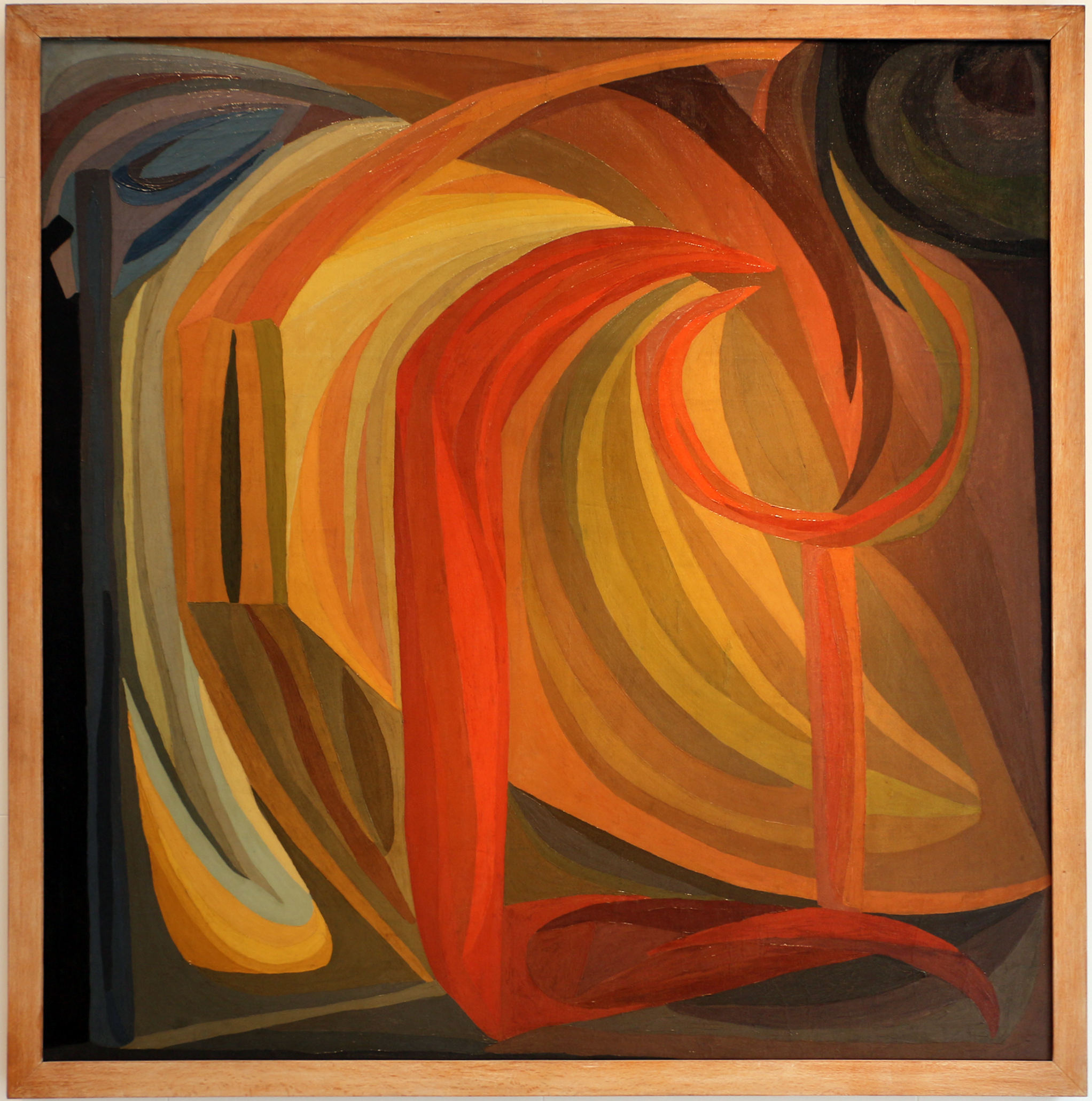
Komposition, 1911

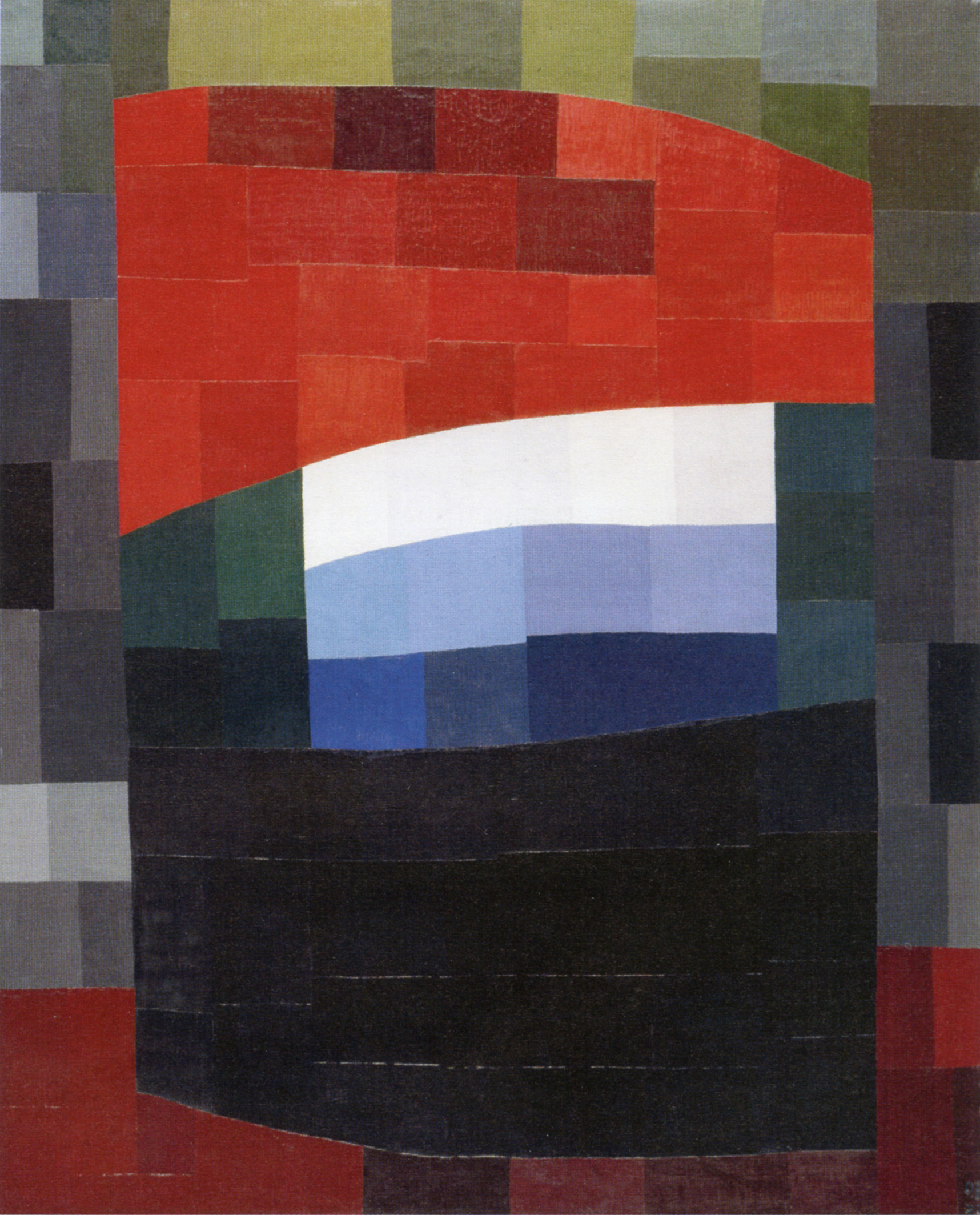
Mein Himmel ist rot, 1933, Musée National d’Art Moderne, Paris

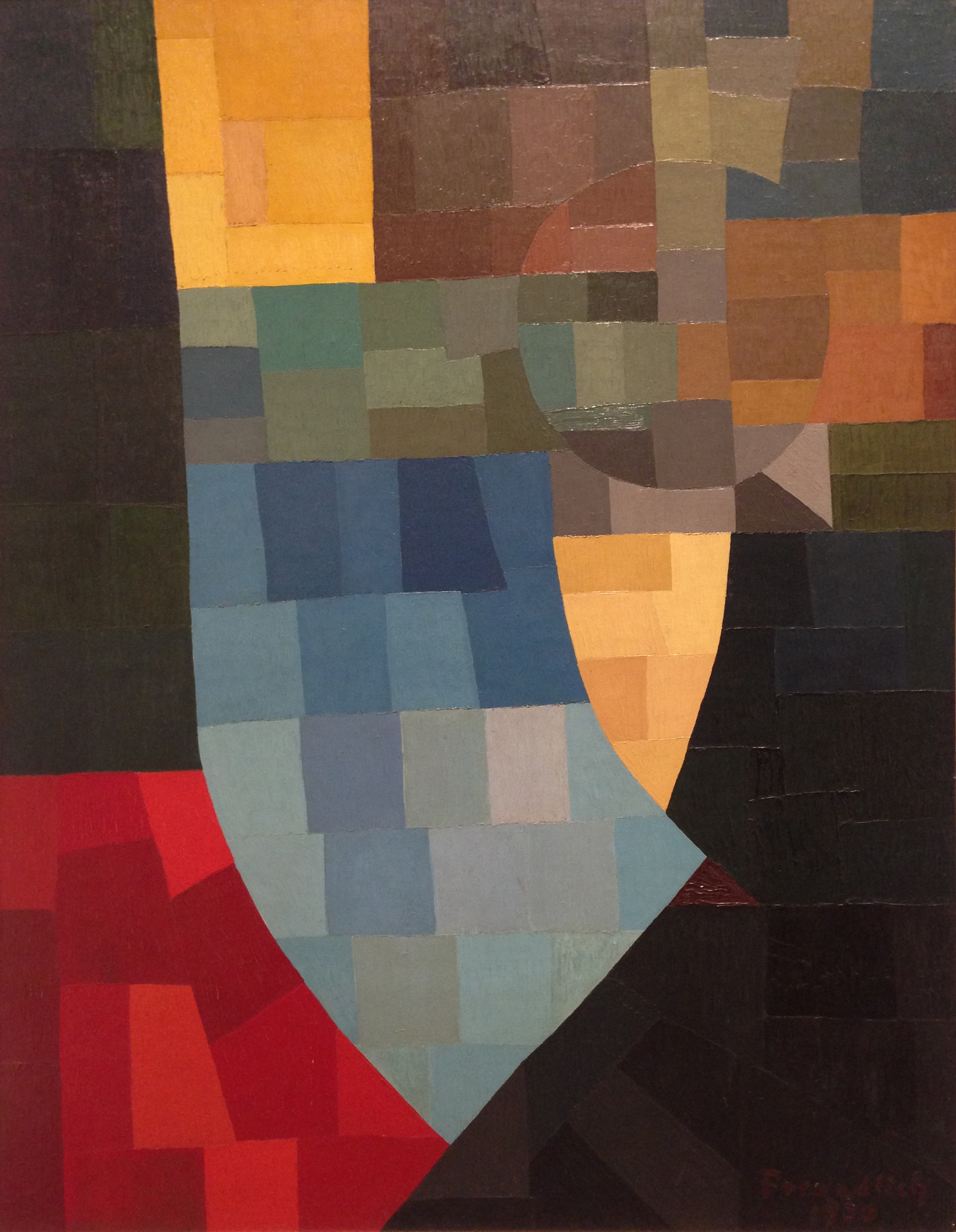
Komposition, 1930

Otto Freundlich wurde 1878 als Sohn des Speditionsinhabers Emil Freundlich geboren. Von 1888 bis 1892 besuchte er das Gymnasium, was er abbrach. Nach einer kaufmännischen Lehre und einer Beschäftigung im Holzhandel seines Bruders in Hamburg holte er bis 1901 das Abitur nach.
Freundlich begann zunächst ein Zahnmedizinstudium, dann belegte er ab 1902 für drei Semester Kunstgeschichte, unter anderem bei Heinrich Wölfflin, hörte Musiktheorie und Philosophie in München und Berlin und veröffentlichte erste Aufsätze in Zeitschriften. Während einer Studienreise nach Florenz im Winter 1906/1907 erkannte er die Bildhauerei und Malerei als seine stärksten Begabungen. Ab 1907 nahm er privaten Kunstunterricht in Berlin bei Lothar von Kunowski und Lovis Corinth (1907–1908). Er studierte Bildhauerei bei Arthur Lewin-Funcke.
1908 ging er nach Paris und wohnte am Montmartre im Bateau-Lavoir unter einem Dach mit dem damals jungen Pablo Picasso, mit Georges Braque und anderen. Hier fand er zu seinem persönlichen „figural – konstruktivistischen Stil symbolistischer Prägung“. Er beteiligte sich an Ausstellungen, etwa der Berliner Secession 1909 und 1910, der Sonderbund-Ausstellung 1912 in Köln. Im Jahr 1911 entstanden seine ersten abstrakten Kompositionen. 1913 war er bei der Ausstellung Erster Deutscher Herbstsalon vertreten. Im Frühjahr 1914 bezog er ein Atelier im Nordturm der Kathedrale von Chartres, wo er die mittelalterliche Glasmalerei studierte.
Freundlich kehrte kurz vor Beginn des Ersten Weltkrieges nach Deutschland zurück und wurde Sanitätssoldat bei den Köln-Deutzer Kürassieren. 1916/17 schloss er sich der Antikriegs-Bewegung an. Er bezog im Kölner Gereonshaus mit Hanns Bolz ein Gemeinschaftsatelier. Beide verband eine enge Freundschaft aus Pariser Zeiten. Im Frühjahr 1918 wurde er wegen Schwerhörigkeit aus dem Kriegsdienst entlassen. Nach der Revolution 1918 gehörte Freundlich zu den Gründungsmitgliedern der Novembergruppe. Er arbeitete im Berliner Arbeitsrat für Kunst und war Mitglied im Deutschen Werkbund. 1919 organisierte er die erste Kölner Dada-Ausstellung zusammen mit Max Ernst und Johannes Theodor Baargeld. Walter Gropius’ Versuch, Freundlich als Lehrer für das Bauhaus zu gewinnen, scheiterte am Widerstand der Fakultät.

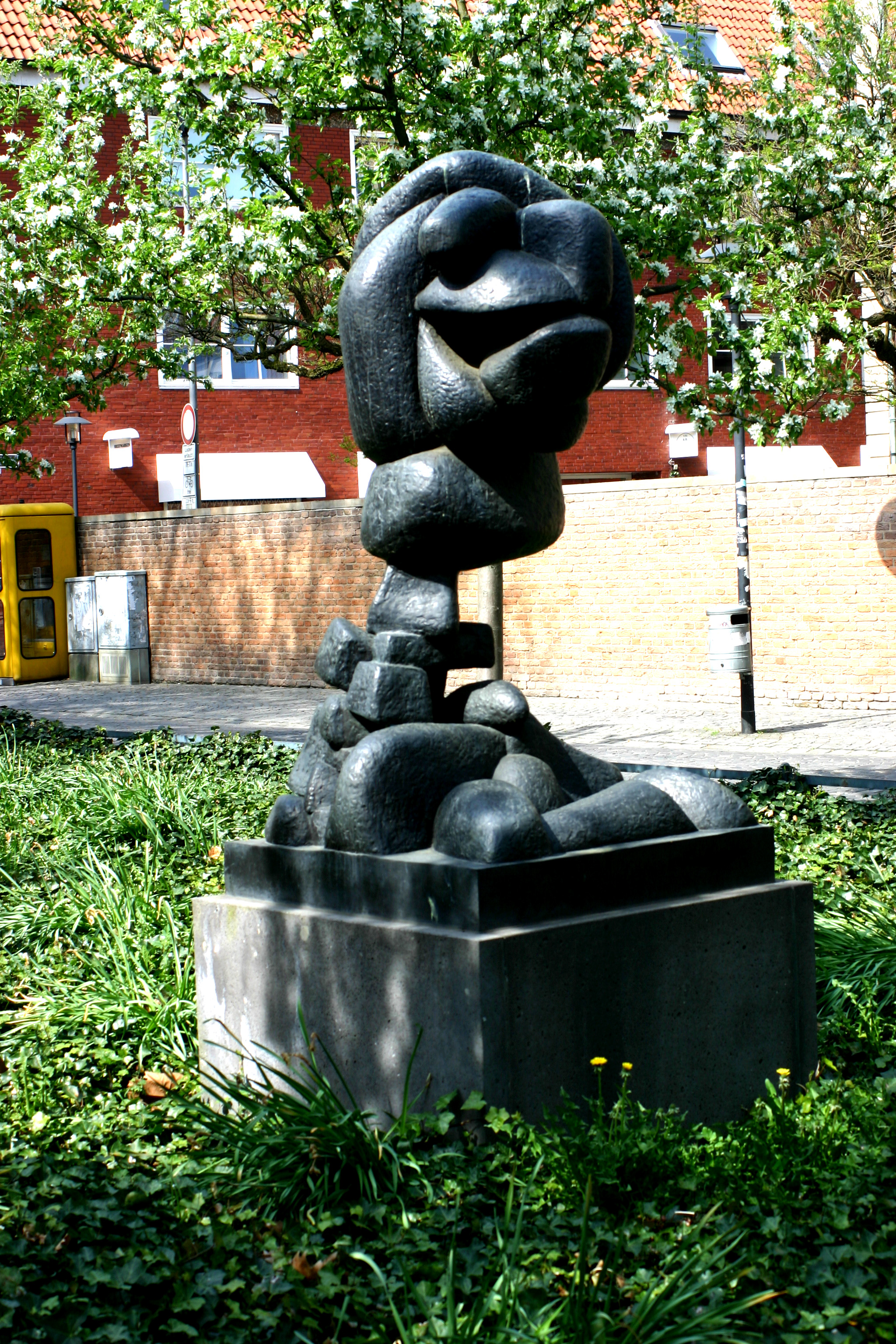
Bronzeguss der Skulptur Ascension in Münster

1924 erfolgte der Umzug nach Paris. 1929 entstand der umfangreiche Text »Die Welt, die sich selbst schafft« und die Plastik Ascension in Gips. Freundlich war in der Pariser Zeit mehrfach an Ausstellungen beteiligt, sowohl in Paris, als auch in Zürich, Basel, Amsterdam und Köln. Ab 1930 war die deutsche Künstlerin Jeanne (Hannah) Kosnick-Kloss seine Lebensgefährtin. In dieser Zeit entwickelte er auch seine tektonisch aufgebaute Farbfeldmalerei. 1931 trat Freundlich in die neu gegründete Künstlerorganisation Abstraction-Création ein. 1934 entstand der Text Die Wege der abstrakten Kunst, 1935 Bekenntnisse eines revolutionären Malers. Mit seiner Lebensgefährtin wurde er Mitglied der Association des Ecrivains et Artistes Revoloutionnaires, betrieb mit ihr eine kleine Kunstschule (Le Mur) und arbeitete mit ihr auch an gemeinsamen Werken.
In der Zeit des Nationalsozialismus galt Freundlich als „entarteter Künstler“, 1937 wurde in der NS-Aktion „Entartete Kunst“ Bilder und Skulpturen aus dem Museum Folkwang Essen, dem Museum für Kunst und Gewerbe Hamburg, der Kunsthalle Hamburg und der Hansischen Hochschule für Bildende Künste Hamburg beschlagnahmt. Einige wurden danach in den Propaganda-Ausstellungen Der ewige Jude und Entartete Kunst gezeigt, u. a. die Plastik Großer Kopf (siehe oben #Großer Kopf / Der neue Mensch), andere vernichtet.
Bei Beginn des Zweiten Weltkriegs wurde Otto Freundlich, obwohl ihm als Jude nationalsozialistische Verfolgung drohte, als Deutscher in Frankreich interniert, zunächst in das Pariser Sammellager im Stadion Colombes, dann nach Blois und ins nahegelegene Camp de Francillon in Villebarou. Versuche u. a. von Auguste Herbin und Berthe Weill, später auch Paul Westheim, seine Entlassung zu erwirken, schlugen fehl. Anfang 1940 war er nacheinander in den Lagern Marolles, Fossé und Cepoy interniert, wurde im Februar des Jahres dann vorübergehend entlassen und bemühte sich erneut um seine Einbürgerung in Frankreich. Einige Monate später wurde er erneut interniert, diesmal im Pariser Buffalo-Stadion, von wo aus er nach Bassens gebracht wurde. Nachdem er dort im Juni 1940 entlassen worden war, fand er eine Unterkunft im Hotel Galamus in dem Pyrenäen-Dorf Saint-Paul-de-Fenouillet im Bereich des Vichy-Regimes – allerdings unter Hausarrest und polizeilicher Kontrolle. Dort stieß Jeanne Kosnick-Kloss im September wieder zu ihm. Versuche, in die Vereinigten Staaten zu gelangen, schlugen fehl.
Im Dezember 1942 versuchte er den laufenden Deportationen von Juden durch Rückzug in das Nachbardorf Saint-Martin-de-Fenouillet zu entkommen, wo ihn eine Bauernfamilie versteckte. Als im Februar 1943 nach einem Anschlag auf deutsche Offiziere eine verstärkte Verhaftungsaktion durch die französische Polizei begann, wurde Otto Freundlich von einem Dorfnachbarn als Jude denunziert und am 23. Februar 1943 verhaftet. Nach einem Zwischenaufenthalt im Lager Gurs und im Sammellager Drancy bei Paris wurde er in einem Transport von rund 1000 Juden nach Polen deportiert. Er wurde vermutlich auf dem Weg dorthin oder im Vernichtungslager Sobibor, wo der Zug am 10. März ankam, ermordet. Ein genaueres Todesdatum ist nicht nachweisbar.

## Darstellung Freundlichs in der bildenden Kunst (Auswahl)
- Otto Dix: Otto Freundlich (Lithographie, 1923)[8]
- August Sander: Otto Freundlich (Fotografie, 1925)[9]

## Werk

### Ideal eines sozialen Gefüges
Otto Freundlich vertrat die Idee eines humanistisch verpflichteten Kunstschaffens. Seine Kompositionen formulieren und repräsentieren das Ideal eines sozialen Gefüges, in dem das Einzelne im Dialog mit dem Ganzen steht. 1938 machte Freundlich seinen gesellschaftlich-künstlerischen Anspruch in dem Text Der bildhafte Raum deutlich: Kunst und Gesellschaft basieren auf einer gemeinsamen ethischen Grundlage. Nach Freundlich ist sie eine alle Menschen verbindende Sprache, die besonders durch Malerei, Skulptur und Architektur zum Ausdruck gebracht wird. Kunstwerke sollen daran erinnern, dass die Menschheit die Aufgabe hat, eine soziale Einheit zu werden.

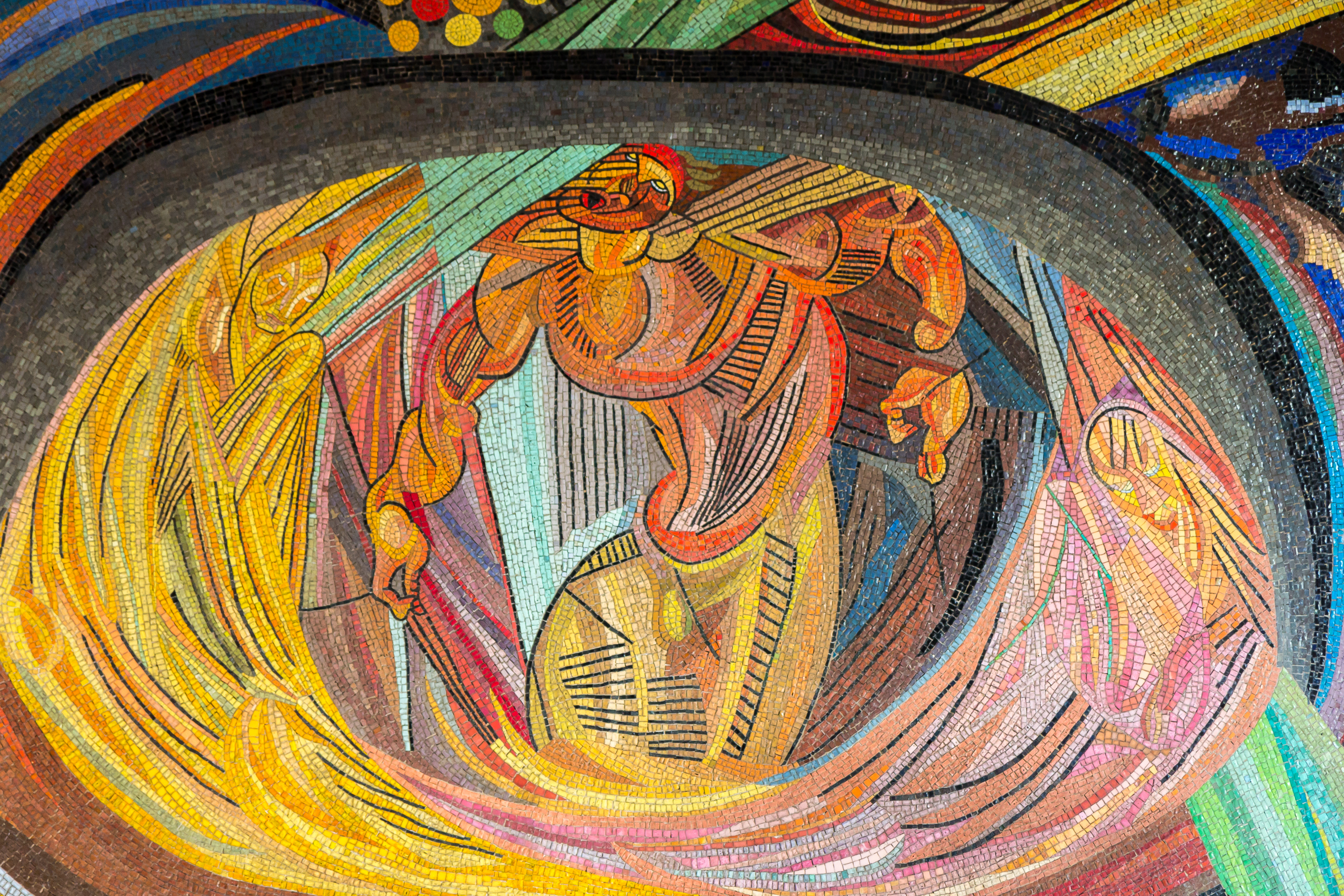
Mosaik Die Geburt des Menschen (1919) im Opernhaus Köln

Visuell greifbar wird Freundlichs Utopie in seinen Gemälden und Gouachen durch den bewusst konzipierten Zusammenklang von Form und Farbe – der „Offenheit aller auf dem Bilde befindlichen Flächen füreinander“. Im bildhauerischen Werk wird der Anspruch explizit: Der Titel seiner ersten Monumentalskulptur Ascension (1929) verweist auf den Gedanken des Aufstiegs – den potentiellen Aufstieg einer benachteiligten Klasse, den Aufschwung des Geistes und die Entfaltung des Menschen an sich. Die eigene Wahrnehmung öffnet sich für die gemeinsame Aufgabe, das Soziale neu zu denken. Otto Freundlich „nahm“ – so Joachim Heusinger von Waldegg – „Denkfiguren der sozialen Bestimmung des Kunstwerkes der sechziger Jahre bei Josef Beuys vorweg“.
Freundlich entwickelte die Idee einer völkerverbindenden Straße der Skulpturen Paris-Moskau – une voie de la fraternité humaine, une voie de la solidarité humaine en souvenir de la libération (dt.: Weg der menschlichen Brüderlichkeit, Weg der menschlichen Solidarität in Erinnerung an die Befreiung; siehe Straße des Friedens).
Ein etwa 2 × 3 m großes Mosaik Die Geburt des Menschen, das Otto Freundlich 1919 für Josef Feinhals geschaffen hatte, befindet sich seit 1954 im Foyer der Oper Köln.

### Großer Kopf / Der neue Mensch

Großer Kopf auf dem Titelblatt des Ausstellungsführers 1937

1912 schuf Otto Freundlich die Plastik Großer Kopf. Die 139 Zentimeter hohe Gipsfigur erinnert an die Steinköpfe der Osterinsel und symbolisierte den erhofften „geistigen Neubeginn“ der Vorkriegszeit. 1930 kaufte der damalige Direktor Max Sauerlandt das Werk für das Museum für Kunst und Gewerbe in Hamburg.
1937 wurde Freundlichs Skulptur während der NS-Aktion Entartete Kunst beschlagnahmt. Sie wurde in der gleichnamigen Ausstellung in München vorgeführt und zudem auf dem Titelblatt des Ausstellungskataloges verwendet. Das fotografische Abbild zeigt den Kopf perspektivisch verzerrt aus einer Blickrichtung von unten. Während der Wanderung der Ausstellung durch weitere Städte ist die Plastik abhandengekommen und gilt seither als verschollen, sie wurde vermutlich zerstört. Bei der Vorbereitung einer Retrospektive im Jahr 2017 wurde beim Vergleich historischer Fotografien entdeckt, dass sie danach durch eine verfälschende Replik ersetzt worden war, die nun „wirkte wie eine Illustration der NS-Vorstellungen von ‚entarteter Kunst‘“. Auch der Verbleib der Replik ist ungeklärt.
Zur Skulptur wurde in der Ausstellung und in der Presse geschrieben, dass Otto Freundlich hier seine Vorstellung des neuen Menschen zeige. In der Folge wurde diese im Kontext der „Entarteten Kunst“ abwertend gemeinte Bezeichnung als Titel des Werkes übernommen, obwohl Freundlich nachweisbar stets nur vom Großen Kopf schrieb. Bis in die jüngste Zeit war der Propagandatitel Der neue Mensch üblich.
Im Jüdischen Museum Berlin ist für Otto Freundlichs Skulptur ein Stellvertreter, ein Schwarzer Fleck ausgestellt (Gallery of the Missing), als Symbol für den Verlust und die Zerstörung von Kultur- und Kunstwerken durch den Nationalsozialismus.

## Weitere Werke (Auswahl)

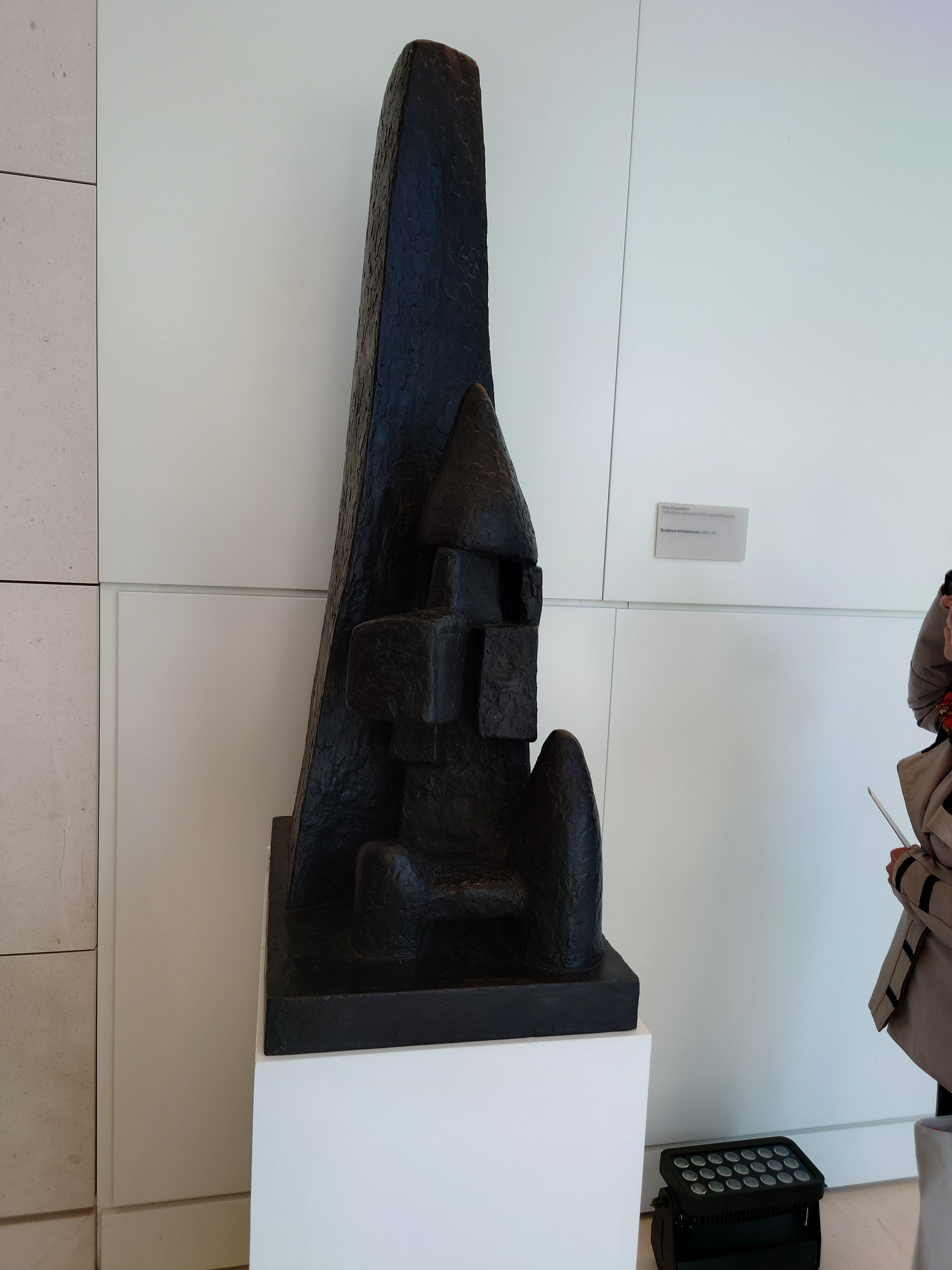
Sculpture architectorale, 1934/1935

- Die Zeichen (Mappe mit 6 Zinkravuren und einem Text von Bekja Gusyk, 1919; Kairos-Verlag, Köln 1920; WV Heusinger 461)
- Figürliche Komposition (Holzschnitt, 1918; im Bestand der Berlinischen Galerie)
- Vegetative Komposition (Holzschnitt, 1919/1920; im Bestand der Berlinischen Galerie)
- Komposition (Holzschnitt, 1920/1921; im Bestand der Berlinischen Galerie)
- Im Pressebereich der Fraktion der Partei Die Linke im Deutschen Bundestag befindet sich eine von Otto Freundlich 1934/1935 gestaltete Bronzeplastik mit dem Titel Sculpture Architectorale (siehe Bild).

## Schriften
zu Lebzeiten
- Die Welt, die sich selbst schafft. 1929.[17]
- Ein deutscher Maler in Paris. 1930.
- Die Wege der abstrakten Kunst. 1934
- Bekenntnisse eines revolutionären Malers. 1935
- Richtlinien für den Unterricht in der bildenden Kunst. 1935.
- Der bildhafte Raum. 1938.

postum
- Uli Bohnen: Otto Freundlich. Schriften. Ein Wegbereiter der gegenstandslosen Kunst. Mit Beiträgen von Uli Bohnen und Andreas Reidemeister. Dumont, Ostfildern 1986, ISBN 978-3-7701-1263-0.
- Günter Aust: Otto Freundlich 1878–1943. Aus Briefen und Aufsätzen. Galerie der Spiegel, Köln o. J. (1960).

## Rezeption

### Museen
- Das Musée Tavet-Delacour in Pontoise bei Paris zeigt einen umfangreichen Bestand von Werken Otto Freundlichs[18] und beheimatet die Stiftung Association les amis de Jeanne et Otto Freundlich.

### Ausstellungen
- Im Jahr 1964 wurden postum Arbeiten Freundlichs auf der documenta III in Kassel ausgestellt.
- Der Maler Martin Noël veranstaltete 2006 die Ausstellung Hommage à Otto Freundlich im Mies van der Rohe-Haus in Berlin.
- Die Pinakothek der Moderne in München zeigte 2007 Otto Freundlich – Bilder einer sozialen Utopie.
- Das Mittelpommersche Museum in Freundlichs Geburtsstadt Słupsk (Polen) präsentierte 2008 Otto Freundlich–1878–1943 Artysta ze Słupska/Ein Künstler aus Stolp.[19]
- Vom 18. Februar bis 14. Mai 2017 zeigte das Museum Ludwig in Köln die Ausstellung Otto Freundlich. Kosmischer Kommunismus.[20][21][22]
- Vom 10. Juni bis 10. September 2017 war sie im Kunstmuseum Basel zu sehen.

Museum Ludwig: Otto Freundlich. Kosmischer Kommunismus
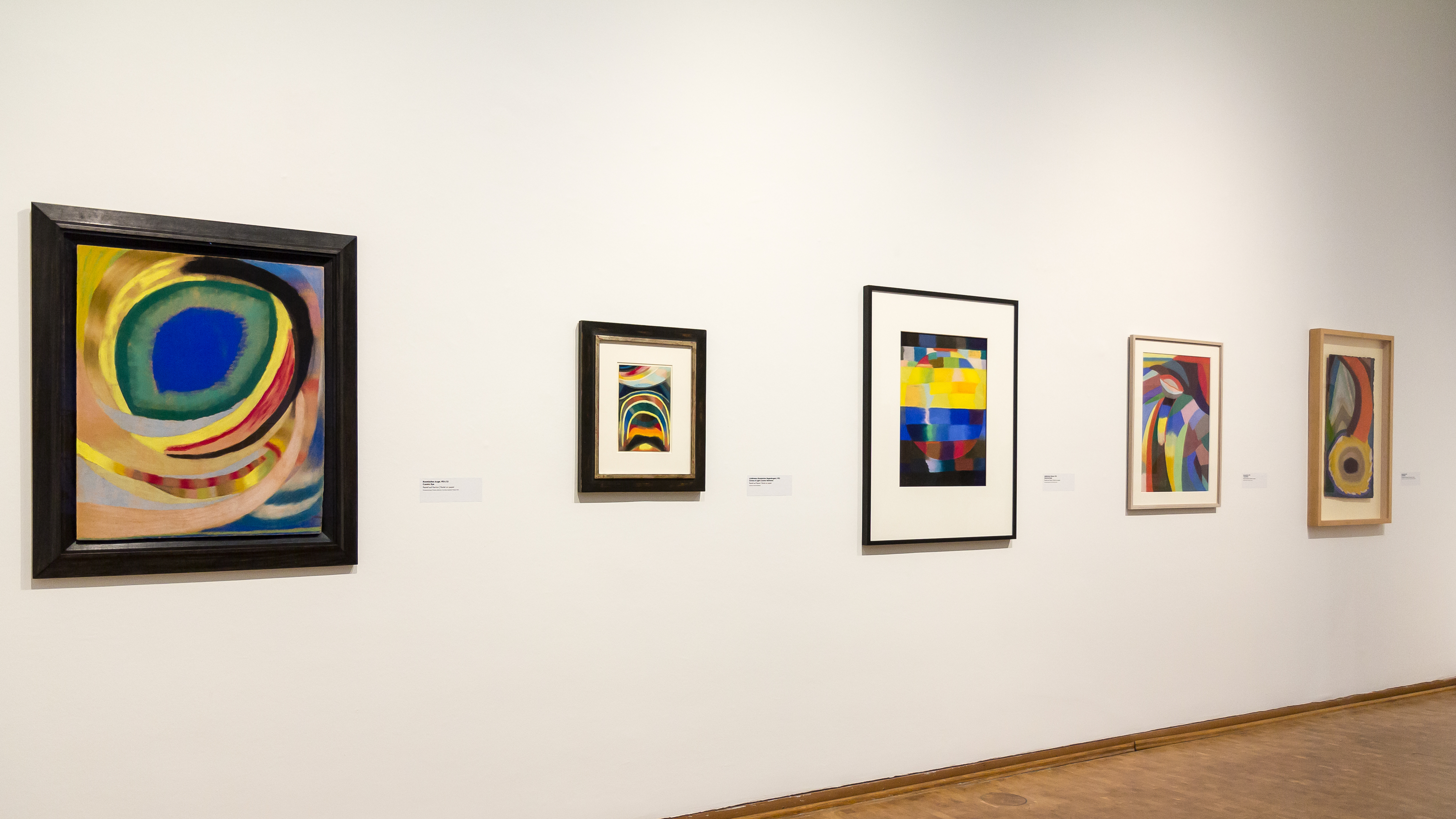
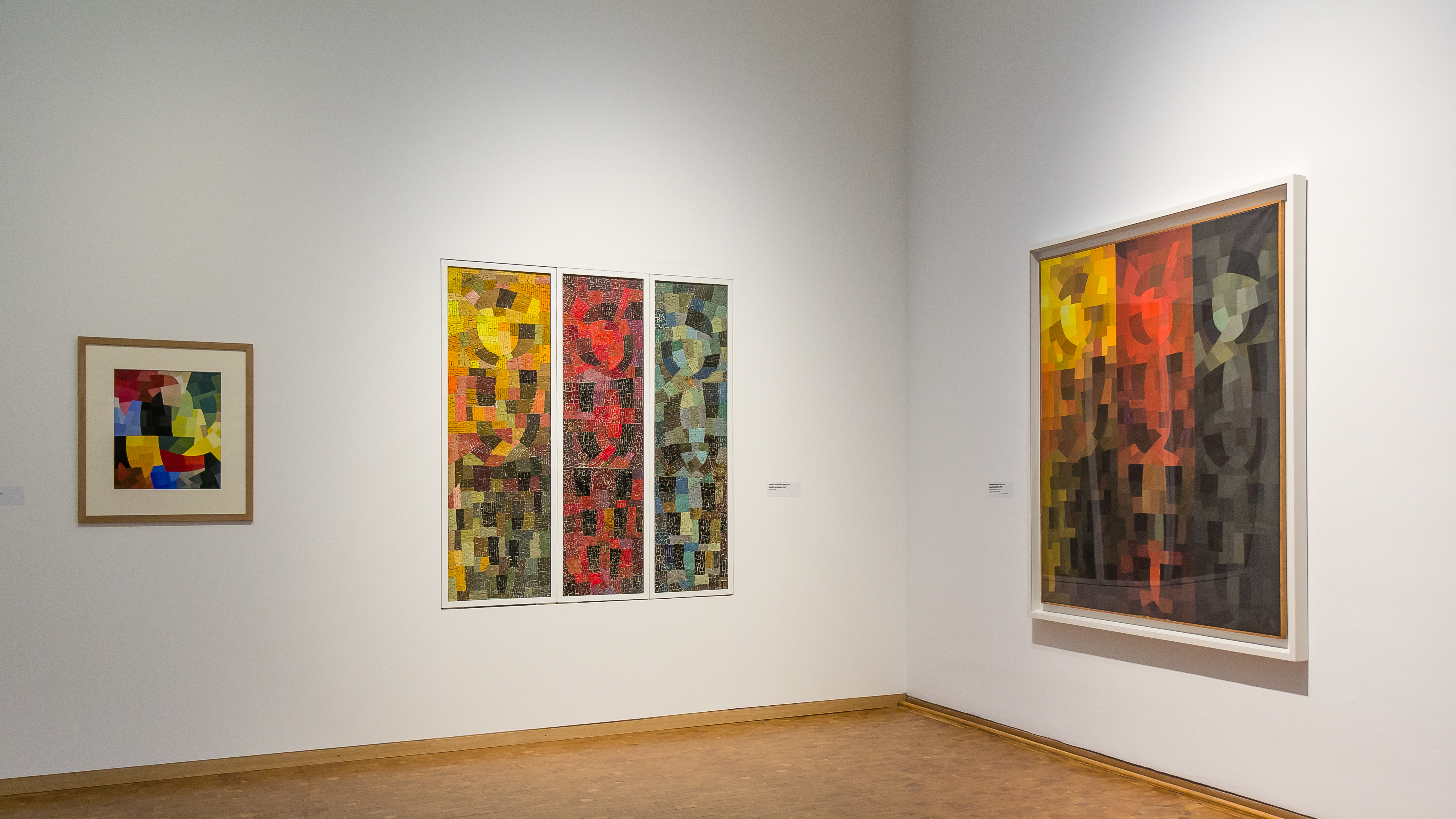
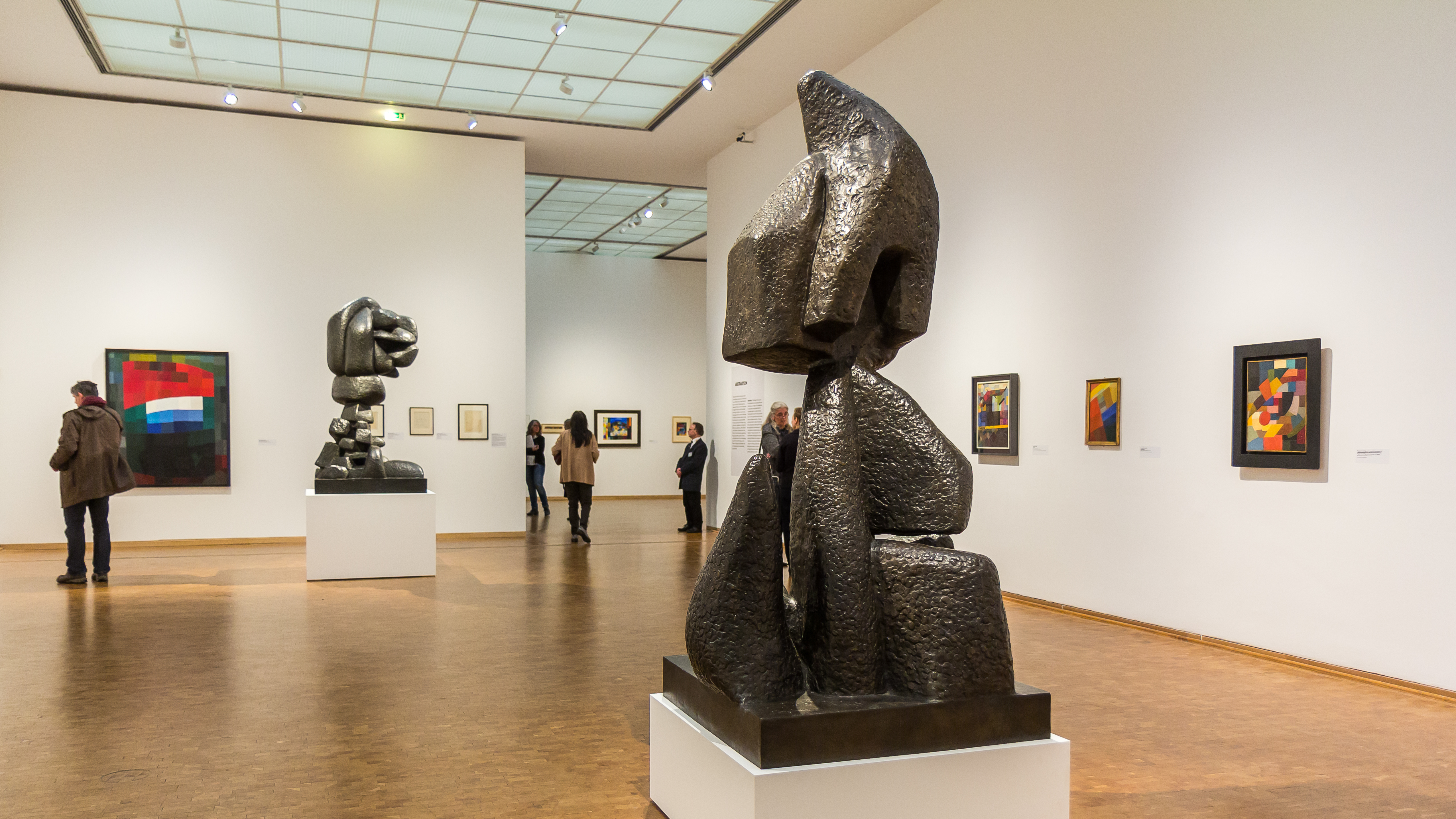
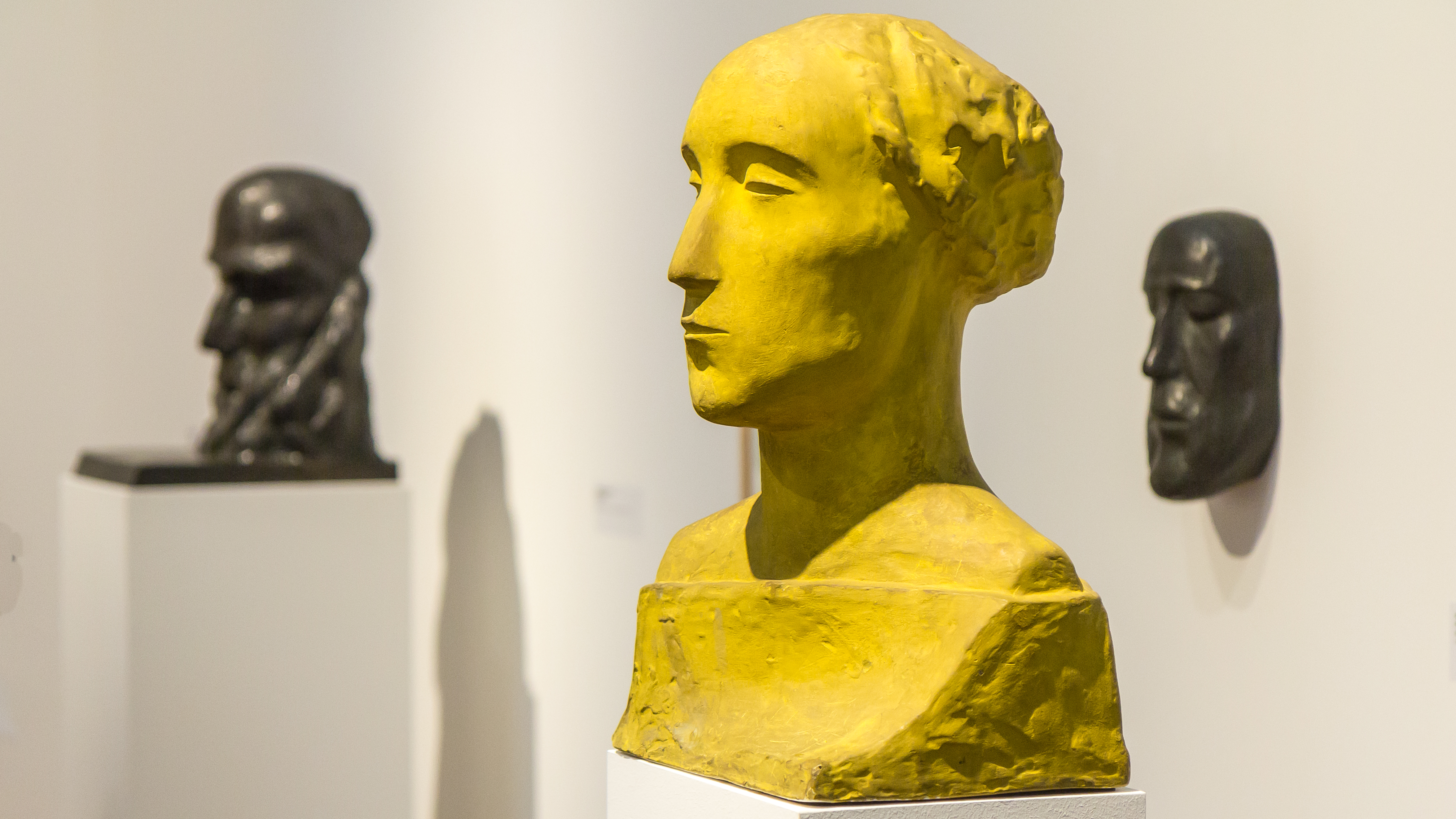

### KunstprojektStraße des Friedens
1971 griff der Künstler Leo Kornbrust Freundlichs Idee auf und initiierte eine erste Straße der Skulpturen im Saarland. Der saarländische Bildhauer Paul Schneider initiierte 1985 im Saarland eine zweite Skulpturenstraße (Steine an der Grenze), die ebenfalls der Idee Freundlichs gewidmet wurde. Mittlerweile umfasst diese Straße etwa 30 Skulpturen internationaler Künstler. 1999 begann der Verkehrsverein Salzgitter-Bad nach einer Anregung des Künstlers Gerd Winner mit der Realisierung eines weiteren Skulpturenweges als Hommage à Otto Freundlich 1878–1943, der mittlerweile (2006) sieben großformatige Stahlskulpturen renommierter internationaler Künstler zeigt. Inzwischen sind viele weitere Orte und Initiativen an einer „Straße des Friedens“ quer durch Europa beteiligt.

## Dokumentarfilm

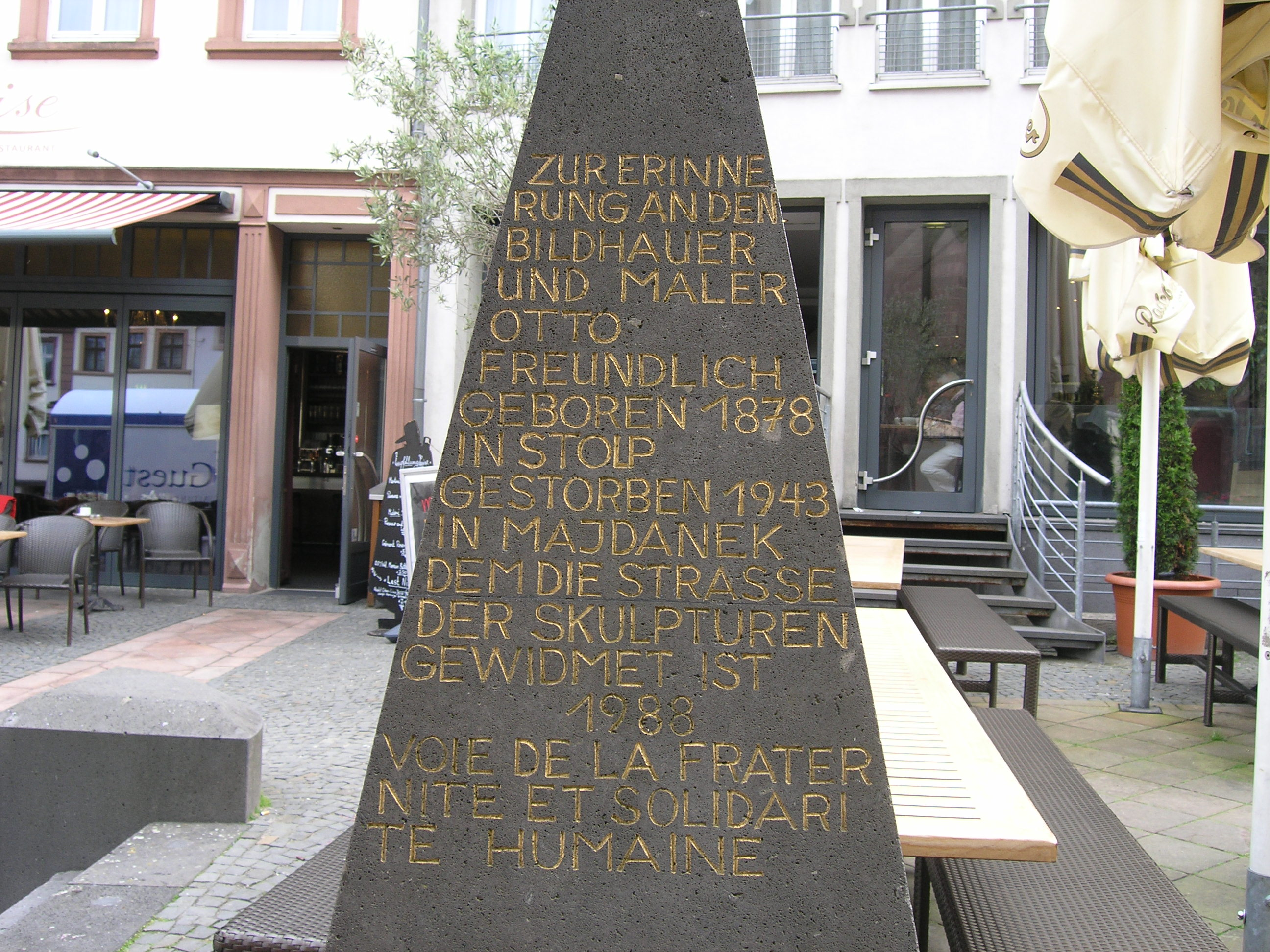
Denkmal für Otto Freundlich in St. Wendel, 1988

- Das geht nur langsam. Dokumentarfilm über Otto Freundlich, Leo Kornbrust und die „Straße des Friedens“, von Gabi Heleen Bollinger (DVD, 110 Min.)